# 타카마츠 미사키
타카마츠 미사키(일본어: 高松 美咲 타카마츠 미사키[*], 1992년 3월 21일 ~)는 일본의 여성 만화가이다. 도야마현 이미즈시 출신으로, 도야마현립 다카오카 니시고등학교, 가나자와 미술공예대학 미술공예학부 미술과(유화전공)를 졸업했다.
2013년, 단행본 『아메코히메(アメコヒメ)』로 데뷔한다. 2015년, 『카나리아들의 배(カナリアたちの舟)』로 연재 데뷔 이후, 주로 월간 애프터눈(고단샤)에서 작품을 발표하고 있다.

## 연혁
초등학생 때부터 만화가 세트를 갖고 싶어했고, 10대 때는 만화만 샀다고 한다. 가나자와 미술공예 대학에 진학 후, 본격적으로 만화 그리기 시작한다.
2012년, 애프터눈 사계상에 응모해, 가을의 콘테스트에서 가작을 수상한다. 2013년 퓨전 프로덕트(ふゅーじょんぷろだくと)에서 단행본 『아메코히메』을 출판 후 만화가로 데뷔한다. 이후 2015년 6월부터 11월까지 월간 애프터눈에서 『카나리아들의 배』을 단기 집중 연재한다.
2018년, 월간 애프터눈에서 「스킵과 로퍼」의 연재를 개시한다.
2023년, 『스킵과 로퍼』가 제47회 고단샤 만화상 종합 부문을 수상한다.

## 인물상
도야마현 출신이지만, 모친의 본가가 이시카와현 스즈시에 있고, 그 관계로 스즈시와도 인연이 있다. 이 일은 만화에도 활용되고 있으며, 일례로 『스킵과 로퍼』의 작중 주인공의 고향 "스즈시(鈴市) 이카지마쵸(凧島町)"는 슈즈시에서 노토쵸에 걸친 지역을 모델로 하고 있다. 이 본가는 『스킵과 로퍼』 연재중에 발생한 2024년 노토반도 지진으로 완전 파괴되어 타카마츠의 조부모도 고인이 되었다.
「사람 마음의 기미」에 관심을 갖고 있으며, 만화가로서 그리고 싶은 주제에도 「사람 마음의 미묘한 움직임」을 꼽고 있다. 그러면서도 어릴 때부터 다양한 장르의 만화를 읽었기 때문에 그리는 만화의 장르에는 특별한 구애를 받지 않는다고 한다.

## 작품 목록

### 연재
- 카나리아들의 배 (월간 애프터눈, 2015년) - 연재 데뷔작
- 스킵과 로퍼 (월간 애프터눈, 2018년 - 연재 중)

## 출연

### 토크 이벤트
- 카나이 아키라×요시카와 키쵸무의 만화 이야기 vol.1 (2022년 12월 5일, LOFT9 Shibuya 개최) - 타카마츠 미사키, 유키무라 마코토(토크 라이브 게스트로 출연)[8][9]

## 서적
특기사항이 없는 한, 서적들은 고단샤의 애프터눈 KC에서 발행된다.
- 『아메코히메』 - 2013년, 전 1권
- 카나리아들의 배 - 2016년, 전 1권
- 『스킵과 로퍼』 - 2019년 ~ 현재, 전 10권